# Обмирщение
Обмирще́ние — термин в православии, религиозная и
философская категория, «секуляризация» христианской религии и Христианской церкви, проникновение секулярной (мирской) проблематики в церковную жизнь, «порча» Церкви, утрата ею существовавшей с точки зрения верующих чистоты первоначального христианства. В результате этого проникновения «духовная» повестка сохраняется, но происходит постепенное смещение внимания в сторону «мирских» вопросов, что воспринимается наиболее консервативными представителями религиозного сознания как негативный и разрушительный процесс.
Уже в древний период в жизни Церкви были периоды, когда возникала связь между усилением церковного влияния на общественно-политическую жизнь и «обмирщением» Церкви. Прежде всего это происходило в IV века, когда Церковь в Римской империи проходит быструю трансформацию, от гонимой властями до государственной. Имели место массовый приток людей в Церковь и активное участие церковных иерархов в общественно-политической жизни, что стало причиной «обмирщения» Церкви. Утверждалось, что со времени провозглашения христианства в качестве государственной религии Римской империи в него приходит большое число недавних язычников, приносящих с собой элементы языческого мировоззрения; кроме того, язычники переходили в христианство, стремясь сделать карьеру при императоре-христианине. В итоге происходила «порча», обмирщение церкви.
Реакцией на этот процесс было развитие монашества. По словам церковного историка Адольфа фон Гарнака, «Люди убегали не только от мира. …Люди убегали также от обмирщившейся Церкви». Светские историки выдвигали ещё и одну причину ухода людей в монашество — участие Церкви в делах светского государства. По мнению Е. И. Смирнова, «Люди, стремившиеся воплотить идеалы христианства, отказывались „от мира“, становились отшельниками. Так в IV в. как своеобразная реакция на участие Церкви в мирских делах распространяется монашество». Русский богослов Александр Шмеман писал: «Монашество возникло из почти бессознательной, инстинктивной реакции на обмирщение Церкви не только в смысле снижения в ней нравственного идеала, пафоса святости, но и в смысле ее как бы „поступления на службу“ миру — Империи, гражданскому обществу, природным ценностям, всему, что после краха язычества ждало от христианства религиозной „санкции“ и освящения». Эта ситуация имеет схожесть с постсоветской, в том числе тем, что в данный период происходил переход от гонений на Церковь к её активному включению в жизнь общества. Вячеслав Карпов в своей работе о десекуляризации рассматривал переход от поздней римской «чувственной» секулярности к христианской «идеационной» эпохе (по Питириму Сорокину) как подобие десекуляризационного процесса.
Александр Дворкин, однако писал, что монашество того времени, хотя и служило противовесом официальной Церкви, но не в смысле «обмирщения» последней, а в качестве напоминания о невозможности построения Царства Божия на земле. «Это был не уход от жизни, а уход от суррогатов Царства Божия, предлагавшихся обществом. И чем благополучнее общество, тем больше суровых испытаний накладывали на себя монахи». Аналогичн высказывался исследователь В. Ф. Асмус: «Монашество было не просто протестом против обмирщения Церкви, против того, что церковное общество захватывалось в какой-то степени стихиями мира сего. Оно было, прежде всего, исканием Царства Божия и правды Божией». В текстах христианских подвижников (Григорий Богослов, Антоний Великий, Василий Великий, Макарий Великий) не сказано об обмирщении церкви, о приходе в неё язычников или об участии Церкви в государственных делах. Соагласно этим источникам, важнейшей причиной ухода в монашество становилось стремление к Богу, желание стать истинными последователями Всевышнего, «новыми людьми».
Обмирщения Церкви опасался Нил Сорский. Согласно направлению преподобных Сергия и Нила
Сорского, Церковь стоит выше государства, но не в плане истории, а в мистическом плане. Сутью этого течения было соблюдение чистоты мистической жизни, не из презрения к миру, а для различия церкви и мира: Церкви предстоит преображение мира в будущем, но в отношении к ещё
непреображенному миру монахам необходимо воздерживаться от суеты мира.
Представления патриарха Никона содержат резкий разрыв с традиционным взглядом на место царя в Церкви. Никон приблизился к идеям западной теократии, согласно которым духовная власть стоит выше светской. Вся прочая православная церковная мысль была чужда этому взгляду. Основная тема раскола Русской церкви связана с идеологией Москвы как третьего Рима — представлениями, что «четвертому Риму не быть», то есть что судьба мира, конец истории связаны с судьбой России. С точки зрения старообрядчества решался не местный, провинциальный вопрос, а вопрос всей мировой истории. Старообрядчество в своих устремлениях было историософичным, боясь неправедного обмирщения Церкви, «заражения» её мирским духом.
Категория «обмирщения/секуляризации» была одним из узловых элементов философских построений православного богослова Владимира Лосского. Категория объясняет, каким образом Лосским трактовалась как общая историософская картина истории человечества, так и её частный этап — культурные процессы XX века. Для этой цели Лосский вводил и применял такие категории, как «экклезиологические монофизиты» и «экклезиологические несториане». По словам В. А. Щипкова, «обмирщение и секуляризация для Лосского — это последствие как отрыва Церкви от культуры, так и их полного слияния, как абстрагирования и формализации Церковной истины, так и чрезмерно мирского понимания предназначения Церкви, а также результат неразличения религии и культуры, ведущего к подмене церковного универсализма (вселенскости) искусственным культурным универсализмом (ложно понимаемой вселенскостью)».
Консервативно настроенные члены РПЦ критиковали курс патриарха Кирилла на активное присутствие Церкви в обществе, заявляя об обмирщении Церкви и умалении собственно духовного аспекта православной религии в пользу «миссионерского творчества» и «социальной активности». Во взятом патриархом курсе консервативные критики усматривали опасность проникновения в православную традицию светских ценностей, что, по их мнению, неминуемо приведёт к «духовному релятивизму». Активное включение Церкви в социальное служение они называли «лукавой подменой», грозящим «обмирщением, обесцениванием и, наконец, обессоливанием христианства. Утратой главной спасительной миссии в мирской суете».
Некоторыми светскими аналитиками курс патриарха Кирилла по усилению влияния РПЦ на общество также оценивался как «обмирщение» Церкви. Так, религиовед С. Б. Филатов (2012) утверждал, что характер миссии патриарха Кириллом, является светским, по своей сути, политическим: «Независимо от веры в Бога Кирилл и его единомышленники проповедуют не веру в Бога, а неославянофильскую идеологию национального возрождения, по сути своей светскую». А. В. Малашенко (2009), касаясь стратегии патриарха Кирилла, называл в качестве двух важнейших аспектов миссию и «активное внедрение Церкви в общественно-политическую жизнь, ее [Церкви] обмирщение».
По мнению теолога Андрея Шишкова, такое «обмирщение» представляет собой естественный процесс, который указывает, что религиозная и светская сферы, соприкасаясь друг с другом, начинают взаимовлияние. Пока религия в советский период находилась в изоляции, никакого влияния на практике не наблюдалось, исключая диффузные процессы на границах. Но когда начинается взаимопроникновение этих двух сфер в публичном пространстве, трансформации становятся более заметны и вызывают реакцию. Этот процесс «обмирщения» является десекуляризационным; данное положение относится к числу тенденций, формирующих процесс десекуляризации.